# Webichtallee

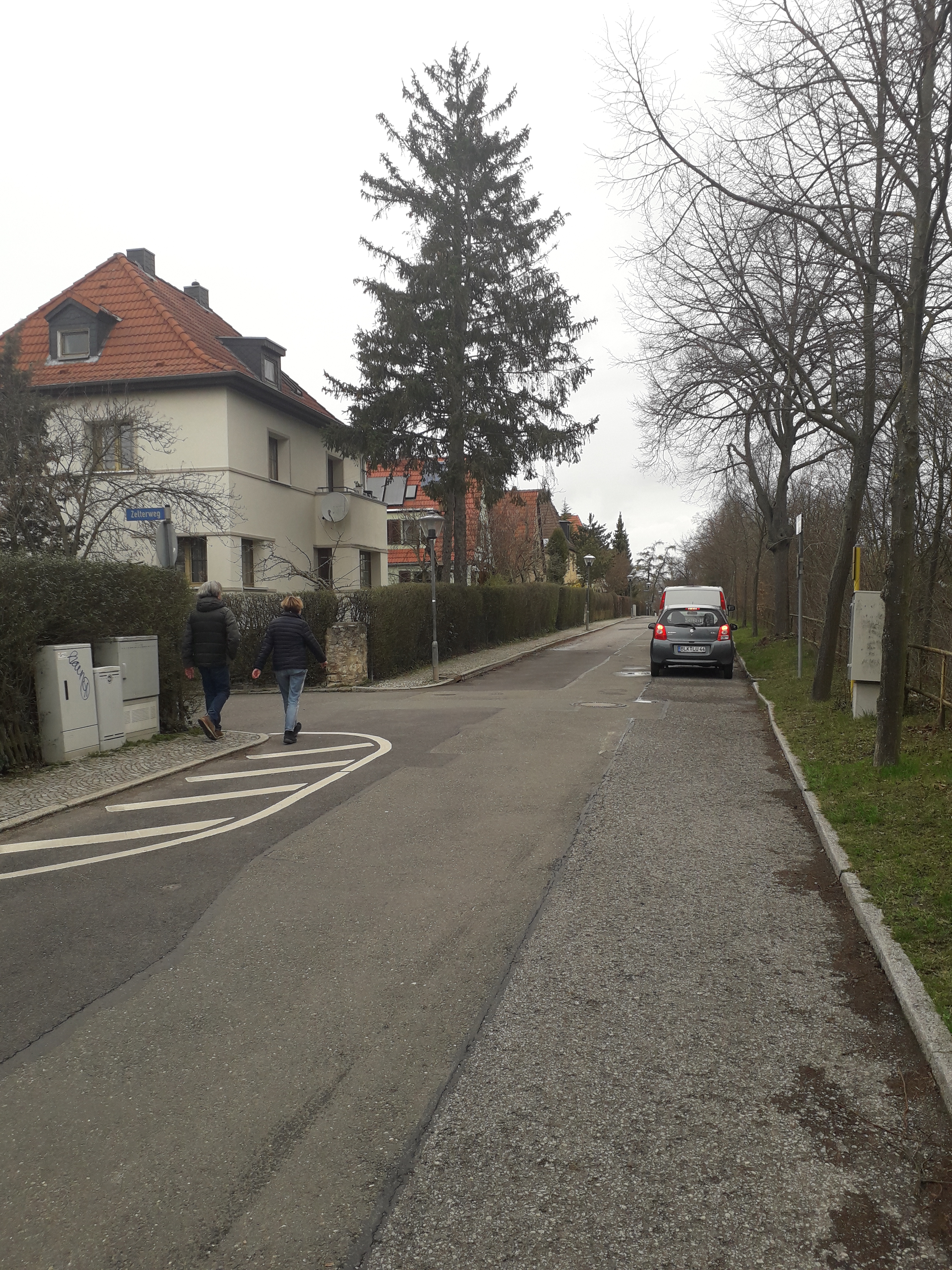
Webichtallee

Die Webichtallee ist eine nach dem benachbarten Waldstück Webicht benannte Anliegerstraße, von welchem sie durch die Eisenbahn getrennt ist, die dazwischen verläuft. Sie ist deshalb größtenteils nur einseitig bebaut. Erst im Bereich nahe der Tiefurter Allee, wo die Eisenbahn noch etwas weiter von der Siedlung entfernt ist, gibt es eine beidseitige Bebauung, auch mit einem Spielplatz. Sie liegt im Bereich der Gartenstadtsiedlung Großmutter in der Parkvorstadt, wo sich auch die Großmutterleite befindet. Sie beginnt in der Jenaer Straße und endet an der Tiefurter Allee. Sie wird gekreuzt vom Zelterweg, Krausweg und den Martin-Klauer-Weg.
Die gesamte Webichtallee steht auf der Liste der Kulturdenkmale in Weimar (Sachgesamtheiten und Ensembles). Wie der gesamte Bereich der Großmutterleite sind die Wohnbauten im Stile des Art déco erbaut. Der Bereich der Gartenstadtsiedlung wurde häufig von dem Fotografen Wilhelm Walther ca. um 1935 aufgenommen.